# Agnes Bruckner
Agnes Bruckner (sinh 16 tháng 8 năm 1985) là một nữ diễn viên người Mỹ. Cô bắt đầu sự nghiệp diễn xuất của mình trên truyền hình vào cuối những năm 1990 và từ đó cô đã xuất hiện trong nhiều bộ phim trong đó có những bộ phim tên tuổi như Ma cây (The Woods), Blue Car và Murder By Numbers.

## Tiểu sử
Agnes Bruckner được sinh ra tại Hollywood, California, cô là con của một người cha gốc Hungary và mẹ là người Nga (sau đó cặp vợ chồng này đã ly dị), ông nội của cô là một người Đức. Cha mẹ cô đã gặp nhau tại Hungary và di cư đến Mỹ vào năm 1984 từ một trại tị nạn ở Ý. Cô có hai chị em gái và em trai. Bruckner nói được một ít tiếng Nga và thông thạo tiếng Hungary, khi trưởng thành cô nói tiếng Anh. Lúc năm tuổi cô đã được tham gia vào việc học tập nhảy múa, múa ba lê và bước đầu muốn theo đuổi một sự nghiệp vũ công.
Sau đó cô đã thay đổi định hướng nghề nghiệp, tham gia nhiều hơn vào các loạt phim truyền hình. Trong những năm 2000 cô đóng một số vai nhỏ trong một số phim truyền hình, đáng ghi nhận như The Glass House (2001) và các bộ phim kinh dị Murder by Numbers (2002) với sự tham gia của Sandra Bullock. Bruckner đã xuất hiện trong tập phim của loạt phim truyền hình 24 và Alias. Cô đóng vai chính trong bộ phim kinh dị Venom (2005) và Ma cây (2006). Cũng trong năm 2006, cô xuất hiện trong bộ phim truyền hình Peaceful Warrior. Trong năm 2007, Bruckner đã xuất hiện nhiều bộ phim kinh dị và gây được tiếng vang.

## Các phim đã đóng
| Năm  | Tựa phim                                       | Vai              |
| ---- | ---------------------------------------------- | ---------------- |
| 2001 | The Glass House                                | Zoe              |
| 2002 | Home Room                                      | Cathy            |
| 2002 | Murder By Numbers                              | Lisa Mills       |
| 2003 | Blue Car                                       | Megan Denning    |
| 2003 | Haven                                          | Pippa            |
| 2005 | Venom                                          | Eden             |
| 2006 | Ma cây                                         | Heather          |
| 2006 | Peaceful Warrior                               | Susie            |
| 2006 | Dreamland                                      | Audrey           |
| 2006 | Law & Order: Criminal Intent Country Crossover | May              |
| 2007 | Blood and Chocolate                            | Vivian           |
| 2008 | Kill Theory                                    | Jennifer         |
| 2008 | Say Hello to Stan Talmadge                     |                  |
| 2009 | Vacancy 2: The First Cut                       | Jessica          |
| 2009 | Private Practice                               | Heather          |
| 2011 | The Craigslist Killer                          | Megan McAllister |
| 2012 | The Baytown Disco                              | Mona             |

## Sách tham khảo
- Roberts, Sheila (ngày 25 tháng 1 năm 2007). "Agnes Bruckner Interview, Blood & Chocolate". MoviesOnline. Truy cập ngày 25 tháng 1 năm 2007.
- Lee, Michael J. (ngày 22 tháng 1 năm 2007). "Agnes Bruckner on 'Blood And Chocolate'" Radio Free Entertainment Retrieved on ngày 21 tháng 6 năm 2007.\
- Rogers, Troy. "Blood and Chocolate: Agnes Bruckner Interview." Retrieved on ngày 21 tháng 6 năm 2007.